# Tulsa King
Tulsa King è una serie televisiva statunitense del 2022 creata da Taylor Sheridan.
La serie segna il debutto da protagonista in una serie televisiva di Sylvester Stallone, dopo alcuni ruoli minori avuti dagli anni settanta agli anni 2010.
Terence Winter ha ricoperto il ruolo di showrunner per la prima stagione, abbandonando la serie prima dell'avvio della seconda a causa di divergenze creative con Taylor Sheridan, rientrando successivamente nel solo ruolo di sceneggiatore. Nella terza stagione, il produttore esecutivo Dave Erickson è stato scelto come nuovo showrunner.

## Trama

### Prima stagione
Dwight "Il Generale" Manfredi era un caporegime della Cosa nostra statunitense di New York che ha appena finito di scontare una pena detentiva di 25 anni. Dopo il rilascio, il suo capo lo manda a Tulsa, in Oklahoma, per stabilire lì operazioni criminali. Non conoscendo nessuno nella zona, il Generale cerca un nuovo equipaggio per aiutarlo a stabilire il suo impero.

### Seconda stagione
"Il Generale" e i suoi affiliati continuano a ampliare e a difendere il loro impero, in grande crescita, a Tulsa, ma, proprio quando incominciano a consolidare le strutture del territorio, si rendono conto di non essere gli unici a volere il controllo della zona; sulla banda incombono le minacce della mafia di Kansas City e di un potente uomo d'affari locale. Dwight deve lottare duramente per tenere al sicuro la sua famiglia e i suoi uomini e, contemporaneamente, occuparsi di tutti i suoi affari. Inoltre ha ancora delle questioni da risolvere con la famiglia di New York.

## Episodi
| Stagione         | Episodi | Pubblicazione USA | Pubblicazione Italia |
| ---------------- | ------- | ----------------- | -------------------- |
| Prima stagione   | 9       | 2022-2023         | 2022-2023            |
| Seconda stagione | 10      | 2024              | 2024                 |

## Produzione
La serie è prodotta da MTV Entertainment Studios e 101 Studios.
Il titolo iniziale della serie era Kansas City.
Taylor Sheridan ha creato la serie durante la pandemia di COVID-19: in una sola settimana Sheridan ha ideato la serie, scritto l'episodio pilota e reclutato Sylvester Stallone come protagonista.
Le riprese della serie sono iniziate nel marzo 2022 e sono terminate a fine agosto dello stesso anno.
Il 30 novembre 2022, dopo la diffusione di soli tre episodi della prima stagione, la serie è stata rinnovata per una seconda stagione.
Il 25 settembre 2024, con un post sul social network "Instagram", Sylvester Stallone ha ringraziato il pubblico per il successo della serie affermando che stava già lavorando per una terza stagione.
Il 16 marzo 2025 la piattaforma di streaming Paramount+ ha confermato la produzione della terza stagione .
Il 21 settembre 2025 sarà pubblicata su Paramount+ la terza stagione e di conseguenza ci sarà uno spin-off Nola King.

## Promozione
Il primo teaser trailer della serie è stato diffuso il 15 giugno 2022.

## Distribuzione
Il primo episodio della serie è stato distribuito negli Stati Uniti d'America su Paramount+ il 13 novembre 2022, mentre in Italia il 25 dicembre 2022. La seconda stagione, anch'essa rilasciata su Paramount+ ha debuttato, con la pubblicazione in contemporanea negli Stati Uniti d'America e in Italia, il 15 settembre 2024 con il primo episodio. Gli episodi seguenti sono stati successivamente pubblicati con cadenza settimanale, con l'ultimo episodio reso disponibile il 17 novembre 2024.

## Accoglienza

### Critica
Sull'aggregatore Rotten Tomatoes la prima stagione della serie riceve il 78% delle recensioni professionali positive, mentre su Metacritic ottiene un punteggio di 65 su 100 basato su 28 critiche.

### Primati
La serie si è posizionata fin da subito al primo posto, superando anche House of the Dragon, ed ha fatto segnare il record di registrazioni su Paramount+.

## Riconoscimenti
- Critics Choice Super Awards
  - 2023 – Candidata a miglior serie, miniserie o film televisivo d'azione[17]
  - 2023 – Candidato a miglior attore in una serie, miniserie o film televisivo d'azione a Sylvester Stallone[17]
- Primetime Emmy Awards
  - 2023 – Candidato a miglior coordinamento stunt in una serie commedia o varietà televisivo a Freddie Poole[18]